# Thomas Neuhaus
Thomas Neuhaus (* 8. November 1961) ist ein deutscher Komponist und Musikinformatiker. Er ist Professor für Musikinformatik an der Folkwang Universität der Künste in Essen.

## Biographie
Thomas Neuhaus studierte Komposition an der Folkwang Hochschule bei Wolfgang Hufschmidt und Dirk Reith.
Er war in den 1980er und 1990er Jahren Mitentwickler des AUDIAC Projektes zur computergestützten Komposition und Klangsynthese. Als Komponist arbeitet er seit 1988 mit dem Düsseldorfer Theater der Klänge zusammen. Er unterrichtet seit 1994 Fächer der Musikinformatik sowie elektronische Komposition am Institut für Computermusik und Elektronische Medien (ICEM) der Folkwang Universität der Künste und unterrichtete außerdem on 2000 bis 2004 an der Hochschule für Künste Bremen. Seit Oktober 2004 ist er Professor für Musikinformatik am ICEM und seit 2011 künstlerischer Leiter dieses Instituts. Er ist Gründungsmitglied der Gesellschaft für Neue Musik Ruhr.
Neuhaus entwickelte verschiedene Kompositionssprachen und Realzeitsysteme. Neben den verschiedenen Verbindungen von elektronischer Musik und Bühnenkünsten arbeitet er an der Formalisierung und automatische Generierung musikalischer Strukturen, die er in elektronischen und instrumentalen Werken, Installationen und interaktiven Tanzprojekten umsetzt. Dabei arbeitet er häufig mit weiteren Komponisten und Künstlern anderer Sparten zusammen.
Neuhaus ist verheiratet mit der Schauspielerin und Tänzerin Kerstin Hörner.

## Werkliste (Auswahl)

### „Tonband“-Stücke (Fixed Media)
- 1985: The Bad Boys were Prodding the Bear through the Bars of the Cage – 4-Kanal Audio
- 1997: 5 Kleine Stücke über die Kleinen Laute eines Kleinen Menschen, Stereo
- 2010: Revelations and a Terrace Talk – 4-Kanal Audio

### Musik für Instrumente mit und ohne Elektronik
- 1986: Kunst-Stoff Drumprojekt – für 4 Schlagzeuger, Computer und interaktives Tonband (mit Jörg Lensing, Erne Kis)
- 1986: Aunt Henrys Attempt to Blow Up – für Trompete und Tonbänder
- 2009: Conversations without Drums – Improvisationsstück für 14 in der Bunkerebene der Mischanlage der Kokerei Zollverein verteilte Instrumente (mit Günter Steinke)
- 2013: Erinnerung für Streichquartett und Elektronik (für einen Tanzfilm von Jörg Lensing basierend auf einer Szene aus „Vanitas“)
- 2013: Manic He Chain Me 2. Satz der „Essener Trilogie“ mit Dirk Reith und Günter Steinke für Kammerensemble
- 2015: Tubes für Bläserensemble, Schlagzeug und 5-Kanal Zuspielung. Konzipiert für den Gasometer Oberhausen
- 2016: Scherzo für G für Ensemble

### Multimediale Projekte
- 2008: 55 – An International Interactive Multimedia Project mit Neil Leonard, Spencer Putman, Anthony Bonenstein, Claudius Lazzeroni, Dietrich Hahne, Stefan Kreitmayer
- 2018: Der Punkt an dem das Bild an das Reale rührt Intermediale Ausstellung mit Celso Machado, im Pauli, Philip Popien, Tabea Borchardt, Max Füllbier, Hella Schneider, Eke Seeger und Anna Traskalik

### Musik und Tanz/Theater
- 1989: Bühnenmusik zu Die Barocke Maskenbühne, (Theater der Klänge) für Cembalo und 2 Schlagzeuger mit Jörg Lensing und Axel Heinrich
- 1991: Bühnenmusik zu November 1918 1989, (Theater der Klänge) für 2 Schlagzeuger, Computer und Live-Elektronik
- 1992–1993: Komposition und Programmierung von Figur und Klang im Raum, interaktive Elektronik (Theater der Klänge)
- 1996: Komposition und Programmierung von Tilt – and yet it moves für Tänzerin, ferngesteuerte Kugeln, Live-Elektronik und Tonband mit Dirk Reith, Jürgen Steger und Kerstin Hörner
- 1996: Bühnenmusik zu Die Vögel nach Aristophanes, für Flöten, Zupfinstrumente, Schlagwerk (Theater der Klänge)
- 1997: Bühnenmusik zu Jubiläum, Elektronik, (Theater der Klänge)
- 2000: Komposition und Programmierung Manifest, interaktive Stimmtransformation mit Jörg Lensing und Clemente Fernandez
- 2001: Komposition und Programmierung von Megalopolis, Stimme, Gesang, interaktive Elektronik (Theater der Klänge)
- 2002: Komposition und Programmierung von Modul|a|t|o|r Le Corbusier, interaktive Elektronik (Theaters der Klänge)
- 2004: Komposition und Programmierung zu Gregorius auf dem Stein (Theater der Klänge, nach „Der Erwählte“ von Thomas Mann)
- 2005: Komposition und Programmierung von HOEReographien – ein intermediales Tanzkonzert, Theater der Klänge, interaktive Elektronik
- 2006: Bühnenmusik zu Teufels Kreise, Theater der Klänge (Elektronisches Zuspiel)
- 2010: Komposition und Programmierung von Suite Intermediale Part I (Theater der Klänge), interaktive Elektronik
- 2010: Fertigstellung von Suite Intermediale, UA bei Novembermusic 2010 an der Folkwang UdK. Theater der Klänge
- 2013: Komposition und Programmierung des 2. Teils von Coda, Theater der Klänge, interaktive Elektronik
- 2018: Untier – interaktives Tanz und Musikstück für 5 Tänzer, Kontrabass, Flöte, Live Elektronik und Licht

### Installationen und Sounddesigns
- 1995: Komposition und Programmierung von Klangraum Interaktiv – interaktive Klanginstallation für das Rathaus Dortmund mit Dirk Reith und Gerald Eckert
- 2000: Sounddesign für die Stände der CariCom und Cilss auf der Expo2000, Hannover
- 2007: Carbonized – Interaktive Installation für die ehemalige Kohlenwäsche der Zeche Zollverein im Rahmen von Round Midnight-Folkwang Medial mit Dietrich Hahne
- 2009 Trans | Gen Klang/Foto/Video Ausstellung für die Mischanlage der Kokerei Zollverein mit Elke Seeger und Dietrich Hahne
- 2019: Kla4 – Installation für vier selbstspielende Klaviere, mit Michael Edwards, Dirk Reith und Günter Steinke

### Software
- 2008: Software für „A Bigger Clock“ von Darren Almond, London, designed und gebaut von Jürgen Steger Ausstellungsobjekte, Kassel
- 2016: Steuersoftware für das „mechanische Schaufenster“, Rekonstruktion eines Entwurfs von Franz Ehrlich aus den 1920er Jahren, realisiert von Jürgen Steger für die Ausstellung „Große Pläne!“ Bauhaus Dessau 2016